# جيم غيبونز
جيم غيبونز (بالإنجليزية: Jim Gibbons)‏ هو سياسي أمريكي ينتمي إلى الحزب الجمهوري ولد جيم آرثر غيبونز في 16 كانون الأول - ديسمبر من سنة 1944 في ولاية نيفادا الأمريكية اضطر غيبسون إلى قطع دراسته الجامعية في جامعة نيفادا للمشاركة في حرب فيتنام في سلاح الجو الأمريكي ما بين الأعوام 1967 إلى عام 1971 كان غيبونز عضوا لمجلس النواب الأمريكي عن ولاية نيفادا ما بين الأعوام 1997 إلى عام 2006 أصبح جيم غيبونز حاكما على ولاية نيفادا في 1 كانون الثاني - يناير من سنة 2007.